# Agenore Incrocci
Agenore Incrocci, noto anche col nome d'arte Age (Brescia, 4 luglio 1919 – Roma, 15 novembre 2005), è stato uno sceneggiatore italiano.

## Biografia
Fratello minore dell'attrice Zoe Incrocci (moglie del regista Nino Meloni e nonna paterna della politica Giorgia Meloni), trascorre l'infanzia girando con la famiglia, costretta a spostarsi per motivi di lavoro, per tutta l'Italia. Trova impiego presso una stazione radiofonica Rai e inizia a lavorare come giornalista, scrivendo testi comici per il varietà. Nel frattempo s'iscrive alla facoltà di Giurisprudenza, per interrompere gli studi a pochi esami dal conseguimento della laurea.
Durante la seconda guerra mondiale è costretto ad abbandonare il suo lavoro per prestare servizio nell'esercito e passa i primi quattro anni in Francia, tra l'esercito francese e le prigioni tedesche, riuscendo a fuggire arruolandosi poi per un anno nell'esercito statunitense. Tornato dal fronte, ritorna a lavorare in radio, iniziando allo stesso tempo a scrivere per alcune riviste teatrali e testate umoristiche.
Insieme a Furio Scarpelli, con cui forma la coppia storica Age & Scarpelli, ha operato con inesauribile vena nel filone comico del dopoguerra prima, nella cosiddetta commedia all'italiana poi, lavorando con i maggiori esponenti del genere, da Monicelli (I soliti ignoti, 1958; La grande guerra, 1959; L'armata Brancaleone, 1966; Romanzo popolare, 1974) a Germi (Sedotta e abbandonata, 1964; Signore & signori, 1966; Alfredo Alfredo, 1972), da Dino Risi (I mostri, 1963) a Comencini (Tutti a casa, 1960) e Scola (C'eravamo tanto amati, 1974). Insieme a Scarpelli, riceve il premio Flaiano per la sceneggiatura.
Con il decadimento della commedia all'italiana, anche i due sceneggiatori perdono l'incisività dei loro momenti migliori e si separano. Age firma opere minori, come Dagobert di Risi e Il conte Max di Christian De Sica. Nel 1990 pubblica Scriviamo un film, un manuale di tecnica della sceneggiatura che riscuote un discreto successo. Age, da tempo malato, muore in un ospedale romano all'età di 86 anni. Il funerale, presente il suo amico storico Furio, tanti colleghi e gente comune, è stato celebrato il 18 novembre nella basilica di Santa Maria in Montesanto, nota anche come la Chiesa degli artisti, in piazza del Popolo a Roma. Nel luglio del 2010 si è svolta la prima edizione del premio Age a Pescasseroli, presentata da Ettore Scola. Nell'ottobre del 2019 presso Monte Sacro a Roma gli è stato dedicato il "Parco Age & Scarpelli: Sceneggiatori".

## Stile
Furio Scarpelli, ricordando Age, rivela una piccola regola elementare cui i due si attenevano: «non esibire mai se stessi. (...) La nostra ambizione era di raccontare delle vicende, non di esprimere (...) il nostro parere sul mondo, perché il pubblico dei lettori e degli spettatori vuole fare amicizia con le storie e i personaggi, non con l'autore».

## Filmografia
- I due orfanelli, regia di Mario Mattoli (1947)
- Vivere a sbafo, regia di Giorgio Ferroni (1949)
- Totò cerca casa, regia di Steno, Mario Monicelli (1949)
- Totò cerca moglie, regia di Carlo Ludovico Bragaglia (1950)
- 47 morto che parla, regia di Carlo Ludovico Bragaglia (1950)
- Il vedovo allegro, regia di Mario Mattoli (1950)
- I cadetti di Guascogna, regia di Mario Mattoli (1950)
- Figaro qua, Figaro là, regia di Carlo Ludovico Bragaglia (1950)
- Tototarzan, regia di Mario Mattoli (1950)
- Totò sceicco, regia di Mario Mattoli (1950)
- O.K. Nerone, regia di Mario Soldati (1951)
- Signori, in carrozza!, regia di Luigi Zampa (1951)
- Sette ore di guai, regia di Vittorio Metz, Marcello Marchesi (1951)
- L'eroe sono io, regia di Carlo Ludovico Bragaglia (1951)
- Auguri e figli maschi!, regia di Giorgio Simonelli (1951)
- Arrivano i nostri, regia di Mario Mattoli (1951)
- Totò terzo uomo, regia di Mario Mattoli (1951)
- Cameriera bella presenza offresi..., regia di Giorgio Pàstina (1951)
- Una bruna indiavolata!, regia di Carlo Ludovico Bragaglia (1951)
- Totò e le donne, regia di Steno, Mario Monicelli (1952)
- Totò a colori, regia di Steno (1952)
- Ragazze da marito, regia di Eduardo De Filippo (1952)
- Il segreto delle tre punte, regia di Carlo Ludovico Bragaglia (1952)
- Don Lorenzo, regia di Carlo Ludovico Bragaglia (1952)
- A fil di spada, regia di Carlo Ludovico Bragaglia (1952)
- I tre corsari, regia di Mario Soldati (1952)
- Gli uomini, che mascalzoni!, regia di Glauco Pellegrini (1953)
- Ci troviamo in galleria, regia di Mauro Bolognini (1953)
- L'incantevole nemica, regia di Claudio Gora (1953)
- Napoletani a Milano, regia di Eduardo De Filippo (1953)
- Capitan Fantasma, regia di Primo Zeglio (1953)
- Cinema d'altri tempi, regia di Steno (1953)
- Ivan (il figlio del diavolo bianco), regia di Guido Brignone (1953)
- Villa Borghese, regia di Gianni Franciolini (1953)
- Sinfonia d'amore, regia di Glauco Pellegrini (1954)
- Ridere! Ridere! Ridere!, regia di Edoardo Anton (1954)
- Tempi nostri, regia di Alessandro Blasetti (1954)
- Casa Ricordi, regia di Carmine Gallone (1954)
- Casta Diva, regia di Carmine Gallone (1954)
- Totò e Carolina, regia di Mario Monicelli (1955)
- Le signorine dello 04, regia di Gianni Franciolini (1955)
- Don Camillo e l'onorevole Peppone, regia di Carmine Gallone (1955) – non accreditato
- Bravissimo, regia di Luigi Filippo D'Amico (1955)
- Racconti romani, regia di Gianni Franciolini (1955)
- Una pelliccia di visone, regia di Glauco Pellegrini (1956)
- Tempo di villeggiatura, regia di Antonio Racioppi (1956)
- Peccato di castità, regia di Gianni Franciolini (1956)
- La banda degli onesti, regia di Camillo Mastrocinque (1956)
- Totò lascia o raddoppia?, regia di Camillo Mastrocinque (1956) – non accreditato
- Il bigamo, regia di Luciano Emmer (1956)
- Il medico e lo stregone, regia di Mario Monicelli (1957)
- Padri e figli, regia di Mario Monicelli (1957)
- Souvenir d'Italie, regia di Antonio Pietrangeli (1957)
- Totò, Peppino e le fanatiche, regia di Mario Mattoli (1958)
- Nata di marzo, regia di Antonio Pietrangeli (1958)
- I soliti ignoti, regia di Mario Monicelli (1958)
- La legge è legge, regia di Christian-Jaque (1958)
- Policarpo, ufficiale di scrittura, regia di Mario Soldati (1959)
- Primo amore, regia di Mario Camerini (1959)
- La grande guerra, regia di Mario Monicelli (1959)
- Risate di gioia, regia di Mario Monicelli (1960)
- Il mattatore, regia di Dino Risi (1960)
- Audace colpo dei soliti ignoti, regia di Nanni Loy (1960)
- Tutti a casa, regia di Luigi Comencini (1960)
- I due nemici, regia di Guy Hamilton (1961)
- Divorzio all'italiana, regia di Pietro Germi (1961)
- A cavallo della tigre, regia di Luigi Comencini (1961)
- Totò e Peppino divisi a Berlino, regia di Giorgio Bianchi (1962)
- Il commissario, regia di Luigi Comencini (1962)
- Mafioso, regia di Alberto Lattuada (1962)
- La marcia su Roma, regia di Dino Risi (1962)
- Il maestro di Vigevano, regia di Elio Petri (1963)
- I compagni, regia di Mario Monicelli (1963)
- I mostri, regia di Dino Risi (1963)
- Follie d'estate, regia di Edoardo Anton, Carlo Infascelli (1963)
- Sedotta e abbandonata, regia di Pietro Germi (1964)
- Alta infedeltà, regia di Luciano Salce, Franco Rossi, Mario Monicelli, Elio Petri (1964)
- Frenesia dell'estate, regia di Luigi Zampa (1964)
- Casanova '70, regia di Mario Monicelli (1965)
- I complessi, regia di Dino Risi, Franco Rossi, Luigi Filippo D'Amico (1965)
- Signore & signori, regia di Pietro Germi (1966)
- Io, io, io... e gli altri, regia di Alessandro Blasetti (1966)
- L'armata Brancaleone, regia di Mario Monicelli (1966)
- I nostri mariti, regia di Dino Risi, Luigi Zampa, Luigi Filippo D'Amico (1966)
- Il buono, il brutto, il cattivo, regia di Sergio Leone (1966)
- Le streghe, regia di Mauro Bolognini, Vittorio De Sica, Pier Paolo Pasolini, Franco Rossi, Luchino Visconti (1967)
- Il tigre, regia di Dino Risi (1967)
- Capriccio all'italiana, regia di Mauro Bolognini, Mario Monicelli, Pier Paolo Pasolini, Steno, Pino Zac, Franco Rossi (1968)
- Straziami, ma di baci saziami, regia di Dino Risi (1968)
- Riusciranno i nostri eroi a ritrovare l'amico misteriosamente scomparso in Africa?, regia di Ettore Scola (1968)
- Quel negozio di Piazza Navona – sceneggiato televisivo (1969)
- Dramma della gelosia - Tutti i particolari in cronaca, regia di Ettore Scola (1970)
- Rosolino Paternò, soldato..., regia di Nanni Loy (1970)
- FBI - Francesco Bertolazzi investigatore, regia di Ugo Tognazzi (e Francesco Massaro) –miniserie TV (1970)
- Brancaleone alle crociate, regia di Mario Monicelli (1970)
- Noi donne siamo fatte così, regia di Dino Risi (1971)
- In nome del popolo italiano, regia di Dino Risi (1971)
- Senza famiglia, nullatenenti cercano affetto, regia di Vittorio Gassman (1972)
- Vogliamo i colonnelli, regia di Mario Monicelli (1973)
- Teresa la ladra, regia di Carlo Di Palma (1973)
- C'eravamo tanto amati, regia di Ettore Scola (1974)
- Romanzo popolare, regia di Mario Monicelli (1974)
- La donna della domenica, regia di Luigi Comencini (1975)
- Signore e signori, buonanotte, regia di Age, Leonardo Benvenuti, Luigi Comencini, Piero De Bernardi, Nanni Loy, Ruggero Maccari, Luigi Magni, Mario Monicelli, Ugo Pirro, Furio Scarpelli ed Ettore Scola (1976)
- Basta che non si sappia in giro, regia di Nanni Loy, Luigi Magni, Luigi Comencini (1976)
- I nuovi mostri, regia di Mario Monicelli, Dino Risi, Ettore Scola (1977)
- Doppio delitto, regia di Steno (1977)
- Cocco mio, regia di Jean-Pierre Rawson (1979)
- Temporale Rosy, regia di Mario Monicelli (1980)
- La terrazza, regia di Ettore Scola (1980)
- I seduttori della domenica, regia di Bryan Forbes, Édouard Molinaro, Dino Risi, Gene Wilder (1980)
- Camera d'albergo, regia di Mario Monicelli (1981)
- Nudo di donna, regia di Nino Manfredi (1981)
- Spaghetti House, regia di Giulio Paradisi (1982)
- Scherzo del destino in agguato dietro l'angolo come un brigante da strada, regia di Lina Wertmüller (1983)
- Il tassinaro, regia di Alberto Sordi (1983)
- Dagobert, regia di Dino Risi (1984)
- Scemo di guerra, regia di Dino Risi (1985)
- I soliti ignoti vent'anni dopo, regia di Amanzio Todini (1985)
- Una botta di vita, regia di Enrico Oldoini (1989)
- La romana, regia di Giuseppe Patroni Griffi – miniserie TV (1988)
- Luisa, Carla, Lorenza e... le affettuose lontananze, regia di Sergio Rossi (1989)
- La pagaille, regia di Pascal Thomas (1991)
- Il conte Max, regia di Christian De Sica (1991)
- Boom, regia di Andrea Zaccariello (1999)

## Varietà radiofonici Rai
- Viva Arlecchini e burattini, varietà di Age, Giò e Già, regia di Franco Rossi, 3 marzo 1946.